# Venturia oblongata
Venturia oblongata är en stekelart som beskrevs av Maheshwary 1977. Venturia oblongata ingår i släktet Venturia och familjen brokparasitsteklar. Inga underarter finns listade i Catalogue of Life.